# Armoriale dei comuni della provincia di Perugia
Questa pagina contiene le armi (stemmi e blasonature) dei comuni della provincia di Perugia.
| Stemma                                                                   | Comune e blasonatura | Gonfalone e/o bandiera           |
| ------------------------------------------------------------------------ | --- | -------------------------------- |
|                                                                          | Assisi Partito: nel primo, di azzurro, alla croce di argento; nel secondo, di rosso, al leone d'oro. Sotto lo scudo, su lista bifida e svolazzante d'oro, il motto, in lettere maiuscole di nero: SERAPHICA CIVITAS. Ornamenti esteriori da Città Gonfalone: drappo partito di rosso e di azzurro Bandiera: drappo partito di rosso e di azzurro. L'asta sarà ornata dalla cravatta con nastri tricolorati dai colori nazionali D.P.R. del 18 febbraio 2011; concessione di stemma, gonfalone e bandiera |                                  |
| Stemma precedentemente in uso                                            | Bastia Umbra Troncato: nel PRIMO, di cielo, al borgo fortificato d'oro, fondato sul ristretto di verde, esso ristretto sostenuto dal lago di azzurro e attraversante; nel SECONDO, di rosso, al ferro di vanga d'argento. Sotto lo scudo, su lista bifida e svolazzante di azzurro, la scritta in lettere maiuscole di nero: LACUS PERSIUS INSULA ROMANA NUNC BASTIA UMBRA. Ornamenti esteriori da Comune Gonfalone: drappo di bianco… D.P.R. 24 settembre 2010 | Gonfalone precedentemente in uso |
|                                                                          | Bettona Scudo in campo rosso, tagliato fino ai limiti di una croce bianca e sopra l'incrociatura a destra tre foglie di bettonica verde, disposte piramidalmente, il tutto sormontato da corona murale D.C.G. del 9 aprile 1934 Gonfalone: Drappo partito di rosso e di bianco… D.P.C.M. del 3 giugno 1986 |                                  |
|                                                                          | Bevagna Di rosso, alla croce scorciata d'argento, accollata alle chiavi decussate pontificie; la croce caricata delle lettere O.S.F., in fascia, di nero. D.C.G. del 24 ottobre 1929 Gonfalone: drappo di rosso… |                                  |
|                                                                          | Campello sul Clitunno D'argento, al giglio azzurro sormontato da un cappello all'antica di verde D.P.R. 16 giugno 1982 Gonfalone: Drappo partito di azzurro e di bianco… D.P.R. 16 giugno 1982 |                                  |
| Stemma precedentemente in uso fino al 1996                               | Cannara Di azzurro, al grifo d'oro, allumato, linguato, armato di rosso, afferrante con le quattro zampe la canna recisa, di verde, convessa verso il fianco destro. Ornamenti esteriori da Comune D.P.R del 6 novembre 1996 Gonfalone: Drappo di rosso… |                                  |
|                                                                          | Cascia D'azzurro, ad una donna al naturale, vestita d'argento e coronata all'antica, d'oro, con le braccia tese, tenente con la destra un giglio fiorito di tre, al naturale, con la sinistra una serpe ondeggiante in palo con la testa rivoltata RD 8 novembre 1929 Gonfalone: Drappo partito di bianco e di azzurro… |                                  |
|                                                                          | Castel Ritaldi Gonfalone: Drappo di bianco… |                                  |
|                                                                          | Castiglione del Lago D'azzurro alla torre al naturale di due piani, aperta e finestrata, terrazzata di verde R.D. del 3 dicembre 1937 Gonfalone: Drappo di bianco ai sette pali di rosso… |                                  |
|                                                                          | Cerreto di Spoleto Nello stemma sono raffigurati due orsi di fronte ad un albero sopra un ponte a tre archi, sotto cui scorre un fiume. Sovrasta l'epigrafe "ARMA CERRETI PACIS ET AMICA QUIETI" Gonfalone: drappo partito di giallo e di rosso… |                                  |
|                                                                          | Citerna Scudo con pozzo rosso e secchio munito di contrappeso a bilancia, sormontato da corona a torre merlata, in campo verde e azzurro D.P.C.M. del 21 settembre 1949 Gonfalone: Drappo partito di rosso e di azzurro… D.P.C.M. del 21 settembre 1949 |                                  |
|                                                                          | Città della Pieve Una rocca turrita in campo azzurro, con sotto due biscioni affrontati e sopra una banda aurea con doppia merlatura e con sei stelle d'oro a otto punte. |                                  |
|                                                                          | Città di Castello Gonfalone: drappo partito di rosso e di bianco… |                                  |
|                                                                          | Collazzone D'azzurro ai tre colli (2,1) all'italiana d'argento Gonfalone: drappo di bianco… |                                  |
|                                                                          | Corciano Inquartato: nel primo e quarto di argento, nel secondo e quarto di rosso. Citato nel Codice Vaticano Latino 4834, riconosciuto con provvedimento del Capo del Governo, Primo Ministro – Segretario di Stato, in data 15 agosto 1929 e trascritto nei registri della consulta araldica il 16 agosto 1929 Gonfalone: Drappo partito di rosso e di bianco… R.D. del 17 ottobre 1930 e trascritto nei registri della consulta araldica il 30 novembre 1930 |                                  |
|                                                                          | Costacciaro Gonfalone: drappo di rosso… Bandiera: drappo di rosso… |                                  |
|                                                                          | Deruta Troncato nel primo d'azzurro, al vaso mitridatico, nel secondo d'argento, alla torre di rosso, di due pezzi, merlata alla guelfa, aperta e finestrata di nero, fondata sulla campagna di verde e cimata da una pianta di ruta, nodrita dello stesso, al grifo alato d'azzurro, coronato d'oro e rampante alla torre D.C.G. del 13 luglio 1943 Gonfalone: drappo di rosso… |                                  |
|                                                                          | Foligno Semitroncato-partito: nel primo d'argento alla croce potenziata e scorciata di rosso; nel secondo di rosso, nel terzo di rosso al giglio d'oro. Lo scudo è sormontato da corona marchionale Gonfalone: Drappo partito di bianco e di rosso, riccamente ornato di ricami d'oro e caricato dello stemma sopra descritto con la iscrizione centrata in oro: Città di Foligno |                                  |
|                                                                          | Fossato di Vico |                                  |
|                                                                          | Fratta Todina |                                  |
|                                                                          | Giano dell'Umbria Di cielo, alla torre di argento, sostenuta dalla crepidine d'oro, murate entrambe di nero, la torre merlata alla ghibellina di tre, munita di porta con arco gotico, di argento, i due battenti, di verde, il battente a destra socchiuso, lo spiraglio di nero. Sotto lo scudo, su lista bifida e svolazzante di cielo, il motto, in lettere maiuscole di nero, SICUT NOVELLAE OLIVARUM. Ornamenti esteriori da Comune D.P.R. 8 giugno 2007 Gonfalone: Drappo di bianco con la bordatura di azzurro… con l'iscrizione alla base in campo bianco “MUNICIPIO DI GIANO DELL'UMBRIA” D.P.R. 8 giugno 2007 |                                  |
|                                                                          | Gualdo Cattaneo |                                  |
|                                                                          | Gualdo Tadino D'argento, alle tre bande di rosso. Timbrato da una corona civica del rango di Comune e da un serto formato da un ramo di quercia e uno d'alloro legati da un nastro nei colori dello scudo. DCG del 14 dicembre 1932 |                                  |
|                                                                          | Gubbio Di rosso, al monte d'argento a cinque cime, caricato del lambello a sei pendenti con cinque gigli d'oro in campo azzurro. DCG del 20 settembre 1934 |                                  |
|                                                                          | Lisciano Niccone |                                  |
|                                                                          | Magione D'azzurro, al carpino naturale fondato su di una campagna di verde. |                                  |
|                                                                          | Marsciano Di azzurro, ha la torre di due palchi di argento merlata alla ghibellina, il palco inferiore merlato di quattro, quello superiore merlato di tre, aperta e finestrata del campo, fondata sul ponte ad arco ribassato, di rosso, fondato su due cortine di muro, di rosso murate di nero, racchiudenti la riviera di azzurro fluttuosa di argento, essa torre accompagnata da due grifoni, di argento, controrampanti, sostenuti dal ponte, il grifone di destra afferrante con la zampa anteriore destra la spada d'argento posta in banda alzata, il grifone di sinistra afferrante con la zampa anteriore destra la spada d'argento posta in sbarra alzata, il tutto sormontato da tre gigli d'oro, ordinati in fascia, e posti fra quattro denti del rastrello di rosso. Ornamenti esteriori del Comune. La corona sarà da Comune, cioè la corona murata costituita da un cerchio che sostiene una cinta aperta da nove porte, ognuna sostenente una merlatura a coda di rondine. Gonfalone: Drappo troncato di azzurro e di rosso…                                           |                                  |
|                                                                          | Massa Martana Gonfalone: Drappo partito di azzurro e di rosso… |                                  |
| Stemma in uso con merli alla ghibellina e fondo d'argento                | Monte Castello di Vibio Di rosso, alla torre turrita di tre pezzi merlati alla guelfa e muragliati, l'inferiore più alto aperto in porta ogivale in mezzo e due finestre rotonde; il tutto movente dalla campagna al naturale. Ornamenti esteriori da Comune. D.R. 29 settembre 1936 Gonfalone: Drappo partito di rosso e di bianco… |                                  |
|                                                                          | Monte Santa Maria Tiberina |                                  |
| Stemma nella versione aulica                                             | Montefalco D'azzurro, al falco al naturale voltato a destra, con la zama destra alzata e la sinistra posata sopra un monte di verde a sei cime 3-2-1 sorgente dalla campagna. |                                  |
|                                                                          | Monteleone di Spoleto |                                  |
| Stemma nella versione sannitica                                          | Montone |                                  |
| Stemma nella versione sannitica                                          | Nocera Umbra Gonfalone: drappo di azzurro… |                                  |
|                                                                          | Norcia Di rosso, al leone d'argento, linguato e allumato di rosso, coronato con corona all'antica di 5 punte visibili, d'oro. Lo scudo è sormontato dalla corona ducale d'oro. Sotto lo scudo, su lista bifida e svolazzante di rosso, il motto, in lettere maiuscole di nero, CIVITAS VETUSTAE NURSIAE. Lo scudo è ornato di due fronte di alloro e quercia, di verde, l'alloro con le drupe d'oro e la quercia con le ghiande dello stesso, decussate in punta, legate dal nastro tricololorato dai colori nazionali. D.P.R. 17 gennaio 2000 Gonfalone: Drappo di bianco… |                                  |
|                                                                          | Paciano D'azzurro, al trimastio d'argento, murato in nero, merlato alla guelfa, aperto e finestrato, con due tralci di verde partenti dalla parte superiore delle due torri e divergenti, accostato in punta dello scudo dalle lettere maiuscole C.T.P. Gonfalone: Drappo di azzurro… |                                  |
| Stemma con corona da comune inferiore ai 3 000 abitanti di foggia antica | Panicale Partito, sul quale figurano il Grifo di Perugia e una torre munita di tre torricelle merlate alla Guelfa, accompagnata da due piante di panico. Gonfalone: Drappo partito di azzurro e di rosso… |                                  |
|                                                                          | Passignano sul Trasimeno D'argento, a tre torri di rosso murate di nero, aperte e finestrate, di tre, del campo, la mediana più alta sormontata da un albero di olivo; le torri fondate su pianura di verde. Gonfalone: Drappo di rosso… |                                  |
|                                                                          | Perugia Di rosso, al grifone d'argento, coronato d'oro. DCG del 3 giugno 1941 Gonfalone: Il gonfalone è un drappo di colore rosso con ornamenti d'oro, che riproduce lo stemma descritto nel comma 3 con l'iscrizione centrata in oro "Comune di Perugia". L'asta verticale è ricoperta di velluto rosso, con bullette dorate poste a spirale. Nella freccia è rappresentato lo stemma del Comune e sul gambo inciso il nome. Cravatte e nastri tricolori sono frangiati d'oro. |                                  |
|                                                                          | Piegaro |                                  |
| Stemma nella versione aulica Stemma nella versione del 1623              | Pietralunga Un obelisco con ai lati l'iscrizione "SOLIDA SOLIDIS" su uno sfondo blu e rosso coronato d'oro. Gonfalone: Drappo di colore azzurro… |                                  |
|                                                                          | Poggiodomo |                                  |
|                                                                          | Preci Troncato: nel primo di rosso, al leone d'argento, fermo sulla campagna diminuita d'oro; nel secondo di azzurro, all'albero al naturale, terrazzo di verde, al quale, si aggiunge corona soprastante lo stemma, a forma di torrione circolare merlato, con due rami di alloro e quercia laterali allo stemma, uniti sotto ad esso da fiocco tricolore. Gonfalone: drappo partito di bianco e di azzurro… |                                  |
| Altra raffigurazione dello stemma                                        | San Giustino Bilancia e spada della giustizia sormontati da una fascia orizzontale, in cui campeggiano cinque fiori. Gonfalone: drappo di bianco… |                                  |
|                                                                          | Sant'Anatolia di Narco Una corona che sovrasta uno scudo all'interno del quale campeggia la figura della Santa accanto ad un drago sopra un ponte, entrambi sormontati da una croce e da un cavallo con cavaliere e vessillo. |                                  |
| Stemma presente sul gonfalone in uso                                     | Scheggia e Pascelupo Partito: nel primo d'azzurro, al fiordaliso sormontato da due stelle (6) ordinate in fascia, il tutto d'oro, accompagnato sotto da un monte (3) all'italiana d'argento uscente dalla punta; nel secondo d'argento, all'albero al naturale nodrito su campagna di verde, e sormontato da una stella d'azzurro. Ornamenti esteriori da Comune. D.P.R. dell'8 novembre 1957 Stemma presente sul gonfalone in uso: partito: nel primo di porpora al fiordaliso sormontato da due stelle (6) ordinate in fascia, il tutto d'oro, accompagnato sotto da un monte (3) all'italiana d'argento uscente dalla punta; nel secondo d'argento all'albero al naturale nodrito su campagna di verde, e sormontato da una stella d'azzurro. Ornamenti esteriori da Comune. Gonfalone: drappo partito di bianco e di azzurro… Gonfalone in uso: drappo partito di bianco e di porpora… | Gonfalone in uso                 |
|                                                                          | Scheggino |                                  |
|                                                                          | Sellano D'azzurro, all'angelo di faccia con una croce astata nella destra poggiata sopra una sella all'antica collocata sulla campagna, il tutto al naturale. Ornamenti esteriori da Comune. D.C.G. del 28 gennaio 1936 Gonfalone: drappo troncato di verde e d'azzurro riccamente ornato di ricami d'argento e caricato dello stemma comunale con l'iscrizione centrale in argento: Comune di Sellano… D.P.R. del 17 maggio 1986 |                                  |
|                                                                          | Sigillo Un grifo d'argento su campo azzurro il cui capo, collo, petto, ali e zampe anteriori sono d'aquila mentre le zampe posteriori e la coda sono di leone. Nella raffigurazione il grifo è rampante e coronato a significarne la dignità. Gonfalone: Drappo partito di bianco e di azzurro… |                                  |
|                                                                          | Spello Di rosso, alla torre merlata alla guelfa, aperta e finestrata di nero e sostenuta da due leoni, d'oro controrampanti affrontati, cimata da un capriolo al naturale e fondata sulla campagna di verde: in capo alla crocetta di argento accostata da due rosette di rosso bottonate. Segni esterni di Comune. DPCM 6 marzo 1953 Gonfalone: drappo partito di rosso e di bianco… |                                  |
|                                                                          | Spoleto Partito: al primo d'argento croce rossa; al secondo di rosso, al cavaliere armato e tutto chiuso in armatura d'argento su cavallo inalberato a destra dello stesso scudo e il pennone alla croce rossa in campo bianco. Corona ducale. Gonfalone: Drappo di colore vermiglio, riccamente ornato di ricami d'oro e caricato dello Stemma sopra descritto con l'iscrizione in oro “Città di Spoleto”. DCG del 20 giugno 1936 |                                  |
|                                                                          | Todi Di rosso, all'aquila di argento col volo abbassato, le ali caricate da due aquilotti di nero, entrambi con la testa a destra, essa aquila coronata con corona all'antica di argento di cinque punte visibili, afferrante con gli artigli il bastone scorciato, posto in fascia, di nero, col drappo di argento panneggiato sul bastone, convesso verso la punta, con le estremità ricadenti in palo, bastone e drappo attraversanti la coda dell'aquila. Ornamenti esteriori da Città. D.P.R. del 19 settembre 1994 Gonfalone: Drappo interzato in palo, il primo e il terzo di rosso, il secondo di bianco, riccamente ornato di ricami d'oro e caricato dello stemma comunale, con la iscrizione centrata in oro, recante la denominazione della città. Le parti di metallo ed i cordoni saranno dorati. L'asta verticale sarà ricoperta di velluto dei colori del drappo, alternati, con bullette dorate poste a spirale. Nella freccia sarà rappresentato lo stemma della città e sul gambo inciso il nome. Cravatta con nastri tricolorati dai colori nazionali frangiati d'oro. |                                  |
|                                                                          | Torgiano Di azzurro, alla torre quadra, di argento, vista in prospettiva con la facciata leggermente volta a destra, merlata di otto alla guelfa nel lato visibile, munita di beccatelli, uno sotto ogni merlo e di tre finestrelle poste in palo, del campo, aperta del campo, fondata sulla pianura d'oro. Ornamenti esteriori da Comune. D.P.R. del 15 giugno 1991 Gonfalone: Drappo troncato di giallo e di azzurro… |                                  |
|                                                                          | Trevi Una torre merlata alla guelfa, a tre palchi, finestrata, aperta. Gonfalone: Drappo troncato di rosso e di verde… |                                  |
|                                                                          | Tuoro sul Trasimeno Partito: nel primo, d'azzurro, alla torre d'argento, merlata alla guelfa di tre, fondata sulla pianura verde, sormontata dalla cometa d'oro di sette raggi e con la coda ondeggiante in palo, accostata dai due cipressi di verde fustati al naturale; nel secondo, d'azzurro, al toro d'argento, allumato di rosso, fermo sulla pianura di verde. Ornamenti esteriori da Comune. D.P.R. n. 3503 del 17 maggio 1986 Gonfalone: drappo partito di bianco e di rosso riccamente ornato di ricami d'argento e caricato dello stemma sopra descritto con la iscrizione centrata in argento recante la denominazione del comune. Le parti di metalli ed i cordoni saranno argentati. L'asta verticale sarà ricoperta di velluto dei colori del drappo, alternati, con bullette argentate poste a spirale. Nella freccia sarà rappresentato lo stemma del comune e sul gambo inciso il nome. Cravatta con nastri tricolorati dai colori nazionali frangiati d'argento. |                                  |
|                                                                          | Umbertide Di rosso, al muro di cinta con tre archi aperti del campo, caricati a loro volta delle lettere F.O.V. (Fracta Oppidum Virginis) d'oro; il muro cimato di tre torri, merlate alla guelfa, aperte e finestrate; la cinta e le torri d'argento mattonate di nero; il tutto su specchio d'acqua al naturale. D.P.R. del 18 dicembre 1952 Gonfalone: drappo partito di rosso e di bianco… |                                  |
| Altra raffigurazione dello stemma                                        | Valfabbrica D’azzurro, alla freccia d’argento rivolta all’ingiù, sul tutto la fede di carnagione posta in fascia. Gonfalone: drappo di bianco al palo di rosso… |                                  |
|                                                                          | Vallo di Nera Di rosso, al castello d'argento, merlato alla guelfa, aperto e finestrato di nero, torricellato di tre pezzi, quello di mezzo più alto, fondato sulla campagna di verde. Circondato da due rami di quercia e d'alloro annodati da un nastro dai colori nazionali. Ornamenti esteriori da Comune. Gonfalone: Drappo partito di rosso e di bianco riccamente ornato di ricami d'argento e caricato dello stemma comunale con l'iscrizione centrata in argento "COMUNE DI VALLO DI NERA". Le parti in metallo ed i cordoni sono argentati. Cravatta e nastri ricolorati dai colori nazionali frangiati in argento. |                                  |
|                                                                          | Valtopina Una torre rossa a destra, tre colli con sopra una doppia chiave il tutto su specchio d'acqua al naturale. L'insegna è soprastata da una corona. Ornamenti esteriori da Comune. Gonfalone: Drappo di bianco… |                                  |